# Marc Ferracci
Marc Ferracci (ur. 19 grudnia 1977 w Les Lilas) – francuski polityk, ekonomista i nauczyciel akademicki, deputowany, w 2024 minister delegowany, od 2024 minister przy ministrze ministrze gospodarki, finansów oraz suwerenności przemysłowej i cyfrowej.

## Życiorys
Syn przedsiębiorcy i działacza sportowego Pierre’a Ferracciego. Z wykształcenia ekonomista, absolwent uczelni HEC Paris. Kształcił się następnie w Instytucie Nauk Politycznych w Paryżu, gdzie poznał Emmanuela Macrona. Doktoryzował się w zakresie ekonomii na Université Panthéon-Sorbonne. Zajął się działalnością akademicką, związany z uczelniami Université Paris-Est-Marne-la-Vallée i Université Paris-Panthéon-Assas.
W 2016 wsparł nowy ruch polityczny En Marche! zakładany przez Emmanuela Macrona. Pełnił następnie funkcje doradcy minister pracy Muriel Pénicaud i członka gabinetu premiera Jeana Castex. W wyborach w 2022 po raz pierwszy uzyskał mandat posła do Zgromadzenia Narodowego w jednym z okręgów dla diaspory. Utrzymał go również w kolejnych wyborach w 2024.
We wrześniu 2024 w nowo powołanym gabinecie Michela Barniera objął stanowisko ministra delegowanego do spraw przemysłu (przy ministrze gospodarki, finansów i przemysłu). W grudniu 2024 w tworzonym wówczas rządzie François Bayrou został natomiast ministrem do spraw przemysłu i energii (przy ministrze gospodarki, finansów oraz suwerenności przemysłowej i cyfrowej).